# Leeds United Association Football Club 1980-1981
Questa voce raccoglie le informazioni riguardanti il Leeds United Association Football Club nelle competizioni ufficiali della stagione 1980-1981

## Stagione
La stagione 1980-1981 vide il Leeds protagonista di un avvio lento che costò, dopo otto gare, la conduzione tecnica a Jimmy Adamson in favore dell'ex giocatore Allan Clarke che condusse la squadra fino al nono posto finale. In FA Cup la squadra venne, per il secondo anno consecutivo, eliminata al terzo turno.

## Maglie e sponsor
Le divise prodotte dalla Admiral introdotte nel 1976 rimangono invariate.
| 1a divisa | 2a divisa |

## Rosa
| N. |                        | Ruolo | Calciatore      |
| -- | ---------------------- | ----- | --------------- |
|    | Inghilterra (bandiera) | P     | John Lukic      |
|    | Inghilterra (bandiera) | D     | Trevor Cherry   |
|    | Inghilterra (bandiera) | D     | Paul Madeley    |
|    | Inghilterra (bandiera) | D     | Brian Greenhoff |
|    | Scozia (bandiera)      | D     | Keith Parkinson |
|    | Inghilterra (bandiera) | D     | Paul Hart       |
|    | Inghilterra (bandiera) | C     | Kevin Hird      |
|    | Inghilterra (bandiera) | C     | Gary Hamson     |
|    | Inghilterra (bandiera) | C     | Roy Ellam       |
|    | Inghilterra (bandiera) | C     | Neil Firm       |
|    | Galles (bandiera)      | C     | Byron Stevenson |
|    | Scozia (bandiera)      | C     | Marshall Burke  |

| N. |                        | Ruolo | Calciatore        |
| -- | ---------------------- | ----- | ----------------- |
|    | Inghilterra (bandiera) | C     | Martin Dickinson  |
|    | Galles (bandiera)      | C     | Bryan Flynn       |
|    | Argentina (bandiera)   | A     | Alejandro Sabella |
|    | Inghilterra (bandiera) | A     | Terry Connor      |
|    | Irlanda (bandiera)     | A     | Jeff Chandler     |
|    | Galles (bandiera)      | A     | Carl Harris       |
|    | Scozia (bandiera)      | A     | Eddie Gray        |
|    | Galles (bandiera)      | A     | Alan Curtis       |
|    | Inghilterra (bandiera) | A     | Aidan Butterworth |
|    | Galles (bandiera)      | A     | Gwyn Thomas       |
|    | Scozia (bandiera)      | A     | Arthur Graham     |

## Statistiche

### Statistiche di squadra
| Competizione   | Punti | Totale | Totale | Totale | Totale | Totale | Totale | DR |
| Competizione   | Punti | G      | V      | N      | P      | Gf     | Gs     | DR |
| -------------- | ----- | ------ | ------ | ------ | ------ | ------ | ------ | -- |
| First Division | 44    | 42     | 17     | 10     | 15     | 39     | 47     | -8 |
| FA Cup         | -     | 2      | 0      | 1      | 1      | 1      | 2      | -1 |
| Totale         | -     | 44     | 17     | 11     | 16     | 40     | 49     | -9 |